# Högboda (naturreservat)
Högboda är ett naturreservat i Åtvidabergs kommun i Östergötlands län.
Området är naturskyddat sedan 2009 och är 75 hektar stort. Reservatet omfattar höjder vid norra stranden av Risten. Reservatet består av grandominerad barrskog.